# كوا كوا
كوا كوا هي أحد البستونات في الوسط الشرقي لجنوب افريقيا.
في 1 نوفمبر 1974 تم منح كوا كوا الحكم الذاتي ، وأصبح تسيامي كينيث موبيلي كرئيس للوزراء. كان موبيلي يشغل منصب رئيس الوزراء طول فترة وجود قوا قوا.
بعد 27 ابريل 1994 تم حل كوا كوا بعد أول انتخابات ديموقراطية في جنوب افريقيا ،تم توحيدها مع اقليم اورنج فري ستيت .

## المصادر

علم كوا كوا المكون من حصان في الوسط و مستطيلا برتقاليا يوجدا في يمين ويسار العلم والون الاخضر في العلم.